# Culicoides fernandezi
Culicoides fernandezi är en tvåvingeart som beskrevs av Ortiz 1954. Culicoides fernandezi ingår i släktet Culicoides och familjen svidknott.
Artens utbredningsområde är Venezuela. Inga underarter finns listade i Catalogue of Life.